# Plankalkül
Plankalkül (på tysk Plan Calculus) regnes for det første programmeringssprog. Plankalkül blev skabt i Tyskland i 1945 af computer-pioneren Konrad Zuse til dennes Z3 og Z4 computere.
Plankalkül forblev imidlertid teoretisk og blev ikke implementeret på en computer i Zuses levetid. På grund af Zuses (og Tysklands) isolation fra den internationale computer-forskning og -udvikling fik Plankalkül ingen indflydelse på den senere udvikling af programmering og programmeringssprog.
Plankalküls første compiler blev lavet i 1998. En anden blev lavet i 2000 af Freie Universität Berlin.